# Dalhem
Dalhem es una comuna de la región de Valonia, en la provincia de Lieja, Bélgica. A 1 de enero de 2019 tenía una población estimada de 7408 habitantes.

## Historia
Incluida en 1244 en el Ducado de Brabante, durante la guerra de los Ochenta Años fue ocupada por los neerlandeses en 1577 y recuperada por los Países Bajos Españoles el 20 de junio de 1578. El 26 de diciembre de 1661 fue cedida oficialmente a las Provincias Unidas que ya la ocupaban desde 1644, pasando en 1785 a ser parte de los Países Bajos Austríacos. En 1830 tras la revolución belga, se incluyó en esta nueva nación.

## Geografía
Se encuentra ubicada al este del país, en la región natural del País de Herve, cerca de la ciudad de Lieja y de la frontera con los Países Bajos.

### Secciones del municipio
El municipio comprende los antiguos municipios, que se fusionaron en 1977:
| - Dalhem - Berneau - Bombaye - Mortroux - Neufchâteau - Feneur - Saint-André - Warsage |

## Demografía

### Evolución
Todos los datos históricos relativos al actual municipio, el siguiente gráfico refleja su evolución demográfica, incluyendo municipios después de efectuada la fusión el 1 de enero de 1977.
| Gráfica de evolución demográfica de Dalhem entre 1846 y 2019 |
|                                                              |